# Državna cesta D29
Die Državna cesta D29 (kroatisch für Nationalstraße D29) beginnt in Soblinec im Stadtbezirk Sesvete im Osten der kroatischen  Hauptstadt Zagreb an der Državna cesta D3 und verläuft, die Državna cesta D41 kreuzend, in generell nördlicher Richtung über das Medvednica-Gebirge nach dem Wallfahrtsort Marija Bistrica. In ihrem weiteren Verlauf quert sie die Krapina und kurz darauf in Zlatar Bistrica die Državna cesta D24, die hier die von Zabok an der Autocesta A2 kommende Schnellstraße Državna cesta D14 fortsetzt. Sie führt weiter durch Zlatar und erreicht in Novi Golubec die Državna cesta D35 rund 7 km südwestlich von Lepoglava, an der sie endet.
Die Länge der Straße beträgt 49,8 km.